# 阿布维尔
阿布维尔（法語：Abbeville，法語：[ab.vil] ⓘ），法国北部城市，上法兰西大区索姆省的一个市镇，同时也是该省的一个副省会，下辖阿布维尔区，其市镇面积为26.4平方公里，2022年1月1日时人口数量为22,406人，是该省人口第二多的城市，在法国城市中排名第391位。
阿布维尔位于索姆省西部，索姆河畔，是一个区域性的中心城市和交通枢纽，两条高速公路在此交汇，有列车可直达巴黎。阿布维尔全境位于索姆河口自然保护区范围内，因其境内的历史建筑而闻名，其中阿布维尔钟楼作为法国北方钟楼群的一部分已于2005年被列入世界遗产名录。

## 地名来源
“阿布维尔”一名来源于拉丁语，意为“修道院的领地”（le domaine de l'Abbé）。

## 历史

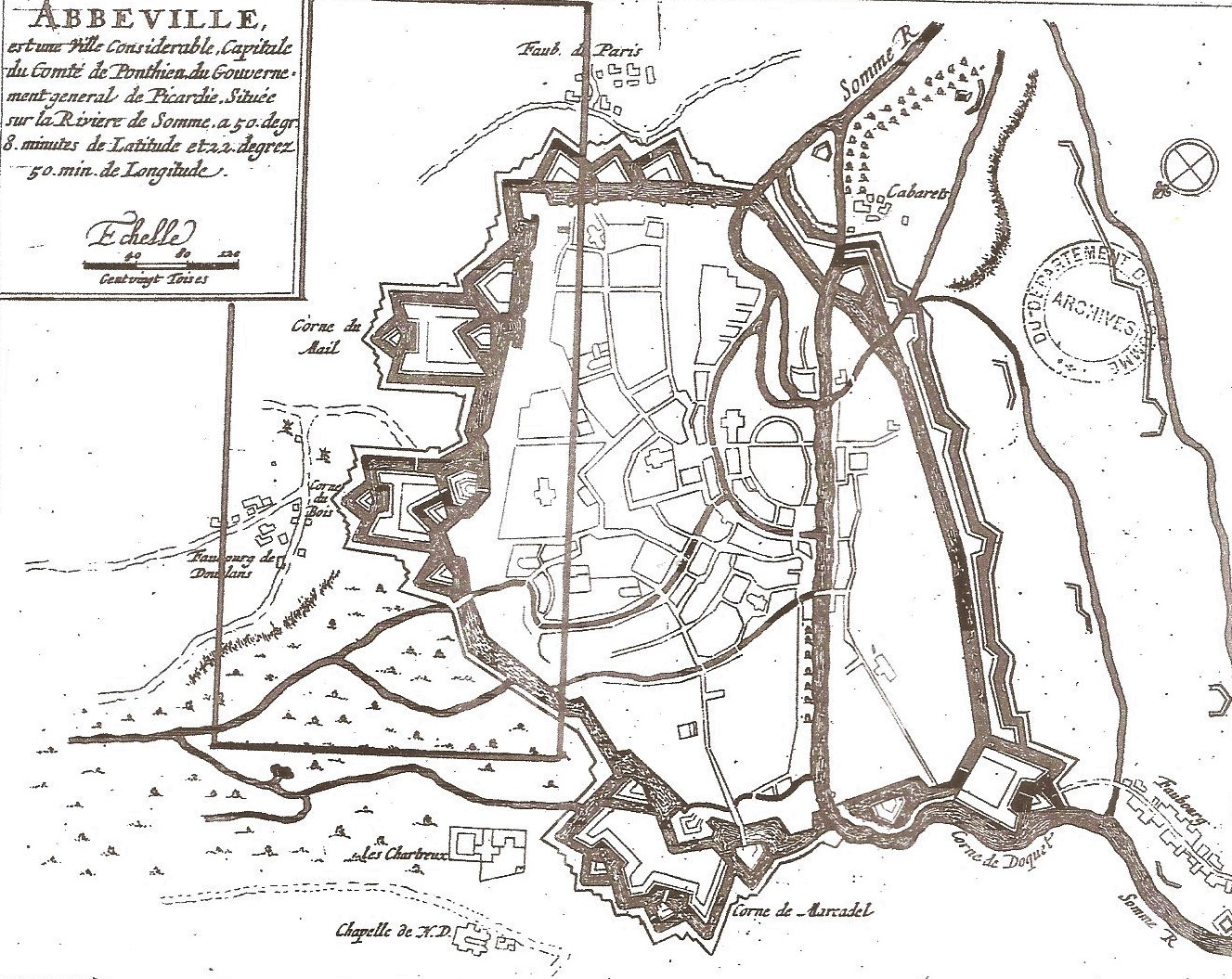
中世纪时的阿布维尔地图

阿布维尔在古典时期及以前的历史尚不清楚。公元625年，天主教圣人里基耶在索姆河口附近修建了一处修道院，8世纪时，查理曼曾支持该院的扩大。此后，阿布维尔所在的索姆河口地区形成蓬蒂约伯国，昂吉尔贝尔成为首任伯爵。公元9世纪时，蓬蒂约家族逐渐控制了这一区域。1346年，英格兰军队在阿布维尔北部与法兰西展开克雷西會戰并取得胜利，此后阿布维尔被英格兰侵占。1435年，《阿拉斯条约》将阿布维尔转给勃艮第公国。直到1477年，法兰西才重新获得阿布维尔。中世纪末期，阿布维尔多次遭受黑死病疫情的袭击。法国大革命后，圣里基耶修道院关闭，阿布维尔成为索姆省的一个副省会。1856年，连接阿布维尔的铁路建成通车。第一次世界大战期间，尽管处于索姆河畔，但阿布维尔并没有受到索姆河战役的波及。1940年，保守派军官马塞尔·丹容在此枪决了21名被指控叛国的罪犯。2001年，索姆河洪水使得阿布维尔市区发生内涝。

## 地理

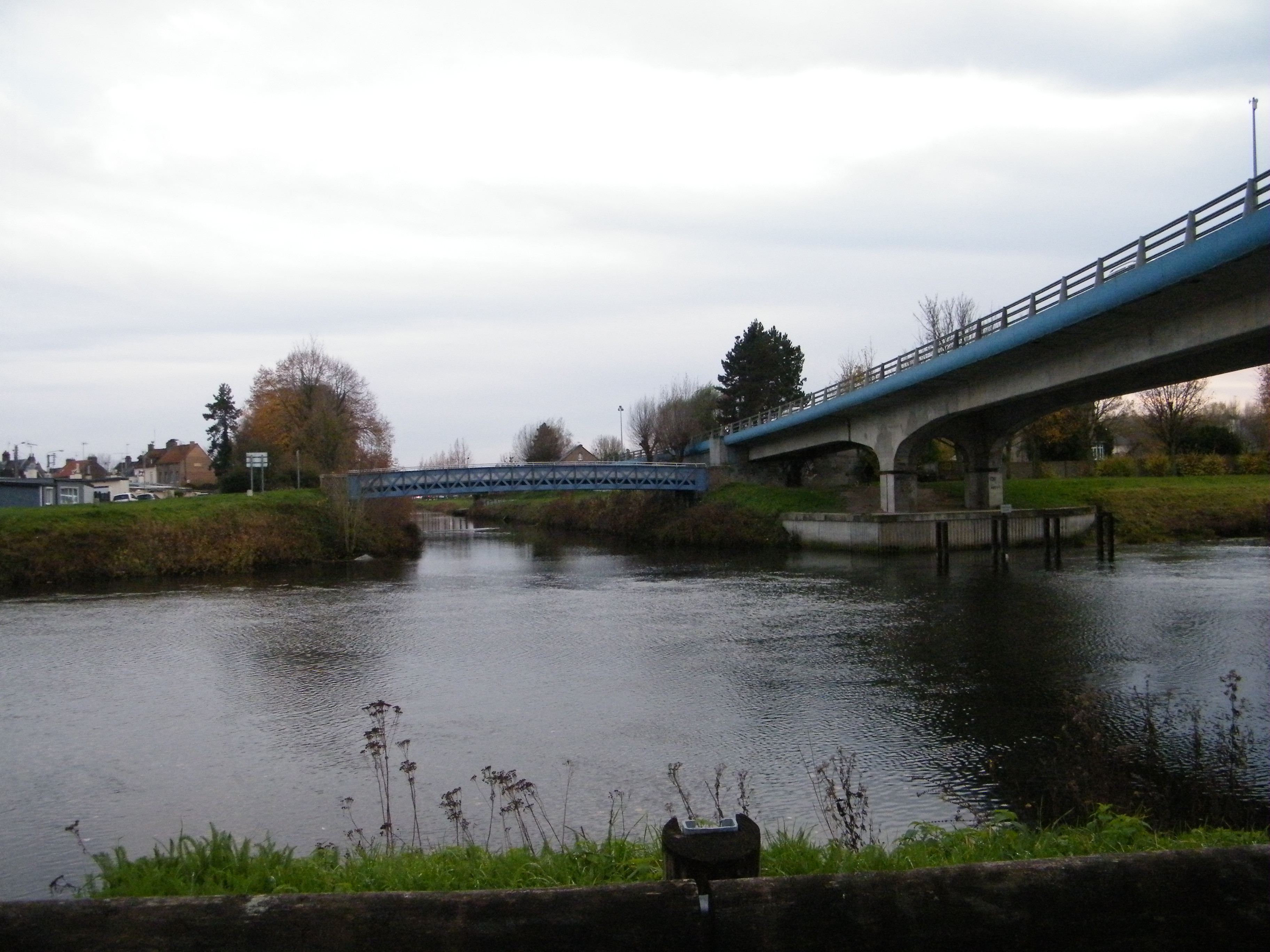
索姆河阿布维尔段

阿布维尔位于法国北部，上法兰西大区西部和索姆省西部，距离省会亚眠大约47公里。与阿布维尔接壤的市镇包括：比尼圣马克卢、永瓦勒、康布龙、卡乌尔、德吕卡、埃帕涅-埃帕涅特、大拉维耶、马勒伊-科贝尔、沃谢勒莱凯努瓦。

### 地形
阿布维尔位于索姆河下游沉积平原上，市区内地势平坦，东北部侧则略有起伏，全境海拔在2到76米之间。

### 水文
索姆河自东南向西北流经境内，该河独立入海，其左岸开辟有人工运河。索姆河右岸支流斯卡尔东河（Scardon）在此与其交汇。

### 植被
阿布维尔属于温带落叶林区，其全境位于索姆河口自然保护区内，市区内的主要绿地公园包括埃蒙维尔公园（Parc d'Emonville）和拉布瓦克市政公园（Parc municipal de La Bouvaque），常年免费向公众开放。

### 气候
阿布维尔在柯本气候分类法中属于温带海洋性气候，年温差相对较小，降水分布均匀。
阿布维尔境内设有气象站，以下为该气象站的数据：
| 阿布维尔1981年－2019年 | 阿布维尔1981年－2019年 | 阿布维尔1981年－2019年 | 阿布维尔1981年－2019年 | 阿布维尔1981年－2019年 | 阿布维尔1981年－2019年 | 阿布维尔1981年－2019年 | 阿布维尔1981年－2019年 | 阿布维尔1981年－2019年 | 阿布维尔1981年－2019年 | 阿布维尔1981年－2019年 | 阿布维尔1981年－2019年 | 阿布维尔1981年－2019年 | 阿布维尔1981年－2019年 |
| 月份                   | 1月                    | 2月                    | 3月                    | 4月                    | 5月                    | 6月                    | 7月                    | 8月                    | 9月                    | 10月                   | 11月                   | 12月                   | 全年                   |
| ---------------------- | ---------------------- | ---------------------- | ---------------------- | ---------------------- | ---------------------- | ---------------------- | ---------------------- | ---------------------- | ---------------------- | ---------------------- | ---------------------- | ---------------------- | ---------------------- |
| 历史最高温 °C（°F）    | 17.2 (63.0)            | 19.9 (67.8)            | 22.9 (73.2)            | 29.3 (84.7)            | 32.4 (90.3)            | 35 (95)                | 41.3 (106.3)           | 37.3 (99.1)            | 32.8 (91.0)            | 27.8 (82.0)            | 21.8 (71.2)            | 16.1 (61.0)            | 41.3 (106.3)           |
| 平均高温 °C（°F）      | 6.4 (43.5)             | 7.1 (44.8)             | 10.4 (50.7)            | 13.4 (56.1)            | 16.9 (62.4)            | 19.4 (66.9)            | 21.9 (71.4)            | 22.2 (72.0)            | 19.2 (66.6)            | 15 (59)                | 10.1 (50.2)            | 6.7 (44.1)             | 14.1 (57.4)            |
| 日均气温 °C（°F）      | 4.1 (39.4)             | 4.4 (39.9)             | 7.1 (44.8)             | 9.2 (48.6)             | 12.6 (54.7)            | 15.2 (59.4)            | 17.5 (63.5)            | 17.7 (63.9)            | 15.1 (59.2)            | 11.7 (53.1)            | 7.5 (45.5)             | 4.5 (40.1)             | 10.6 (51.1)            |
| 平均低温 °C（°F）      | 1.7 (35.1)             | 1.6 (34.9)             | 3.7 (38.7)             | 5 (41)                 | 8.3 (46.9)             | 10.9 (51.6)            | 13.1 (55.6)            | 13.2 (55.8)            | 10.9 (51.6)            | 8.4 (47.1)             | 4.8 (40.6)             | 2.3 (36.1)             | 7 (45)                 |
| 历史最低温 °C（°F）    | −17.4 (0.7)            | −15.2 (4.6)            | −9.8 (14.4)            | −3.6 (25.5)            | −1.6 (29.1)            | 0 (32)                 | 1.3 (34.3)             | 4.9 (40.8)             | 1.3 (34.3)             | −5 (23)                | −8.2 (17.2)            | −14.6 (5.7)            | −17.4 (0.7)            |
| 平均降水量 mm（）      | 63.3 (2.49)            | 49.3 (1.94)            | 56.7 (2.23)            | 52.5 (2.07)            | 59.4 (2.34)            | 66 (2.6)               | 59.1 (2.33)            | 70.2 (2.76)            | 65.1 (2.56)            | 81.7 (3.22)            | 79.6 (3.13)            | 79.7 (3.14)            | 782.6 (30.81)          |
| 月均日照時數           | 70.6                   | 78.5                   | 125                    | 172.2                  | 195.5                  | 209.3                  | 216.9                  | 209.2                  | 158.8                  | 117.4                  | 69.8                   | 56.6                   | 1,679.8                |
| 来源：infoclimat.fr    |                        |                        |                        |                        |                        |                        |                        |                        |                        |                        |                        |                        |                        |

## 行政区划
阿布维尔是法国上法兰西大区索姆省的一个市镇，编号为80001，它也是索姆省的一个副省会。阿布维尔下辖阿布维尔区，管理阿布维尔第一县和第二县，同时也是索姆河口城市圈公共社区的办公驻地。
法国国家统计与经济研究所（简称）在进行数据统计时，将阿布维尔及相邻的另外4个市镇设为阿布维尔城市核心区，并将包括核心区在内的周边共37个市镇划为阿布维尔城市区。同时，还将阿布维尔市镇分为了8个“块区”（IRIS），以便于统计人口分布情况。

## 交通

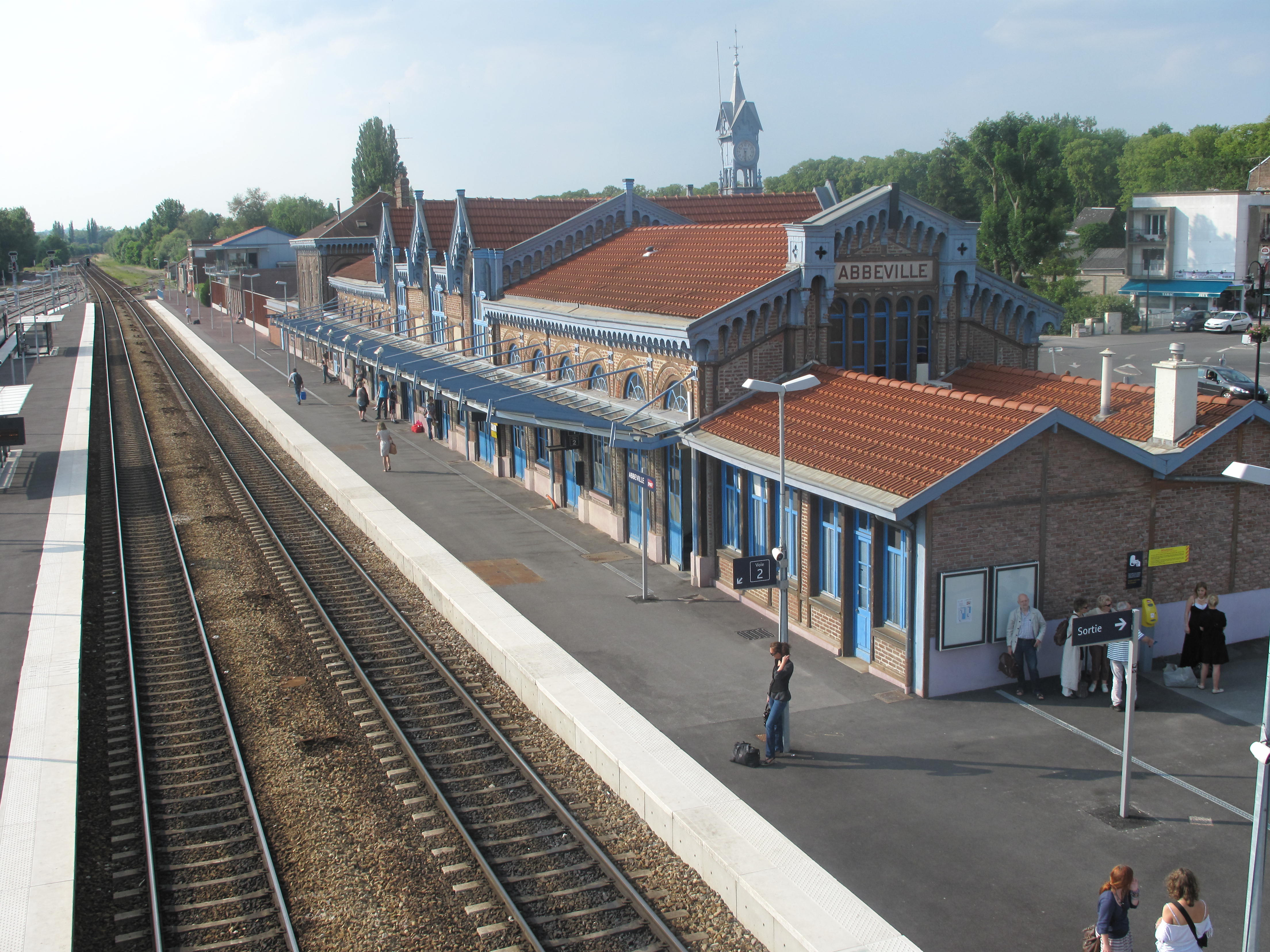
阿布维尔火车站

### 公路
阿布维尔是法国北方一个重要的公路枢纽，A16和A28两条高速公路在此交汇，另有多条索姆省省道经过阿布维尔境内，上法兰西大区下属的城际客运提供巴士线路，可前往周边部分市镇。
2017年，65.6%的阿布维尔家庭拥有至少一辆的私人汽车。2018年，阿布维尔境内共发生各类交通事故16起，造成2人遇难，18人受伤。

### 铁路
阿布维尔位于隆格－布洛涅铁路上。阿布维尔站位于市区西部，停靠往返于巴黎和加来一线的区域列车。2018年以前还有阿布维尔－厄镇铁路，可前往勒特雷波尔。

### 航空
阿布维尔飞行场位于阿布维尔市区北部，有一个小型的停机坪，可供商务及救援飞机停靠。
距离阿布维尔最近的民用航空站为巴黎-博韦机场，距离阿布维尔市中心的公路里程约86公里。

### 城市公共交通
阿布维尔城市公共交通（商业名称为）是当地的城市公共交通系统。截至2020年10月，该系统共包括7条公交线路，路网覆盖了阿布维尔市区内的主要街道和居民区。

## 政治

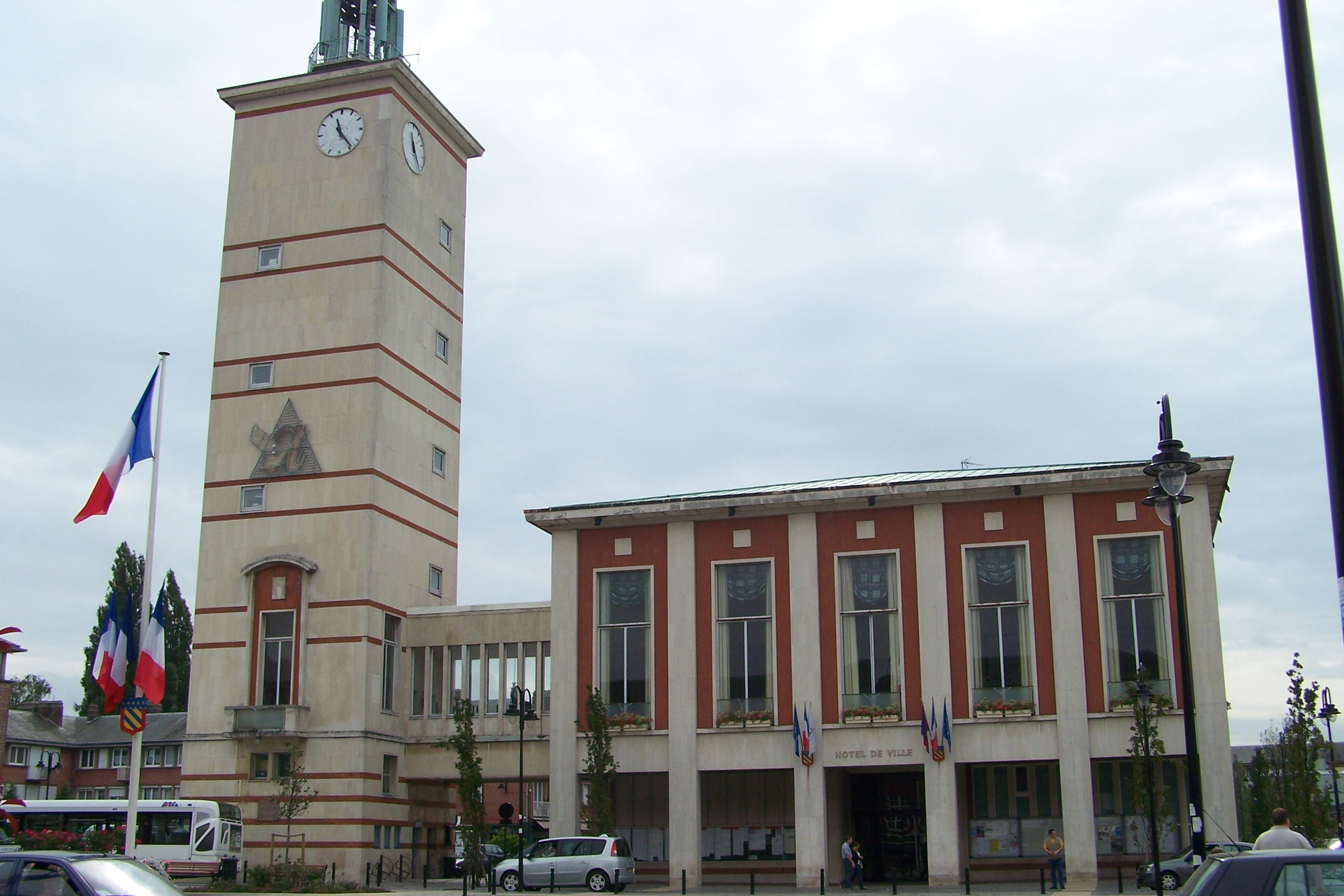
阿布维尔市政厅

阿布维尔的现任市长为帕斯卡·德马尔特先生，他是民主人士和独立人士联盟的一名成员，在2020年的市政选举中获得了41.67%的支持率。
在2017年的法国总统大选中，法国第25任总统埃马纽埃尔·马克龙在阿布维尔获得了55.64%的支持率。
| 阿布维尔历届市长 |                 |                                                    |
| 任期             | 市长            | 党派                                               |
| 1944年－1945年   | 莫里斯·马尔利埃 | 不详                                               |
| 1945年－1947年   | 保罗·贝纳尔     | 不详                                               |
| 1947年－1989年   | 马克斯·勒热纳   | SFIO工人国际法国支部 →MRD改革者运动 →PSD民主社会党 |
| 1989年－1995年   | 雅克·贝克       | PS社会党                                           |
| 1995年－2008年   | 若埃尔·阿尔特   | RPR保衛共和聯盟 →UMP人民运动联盟                   |
| 2008年－2020年   | 尼古拉·迪蒙     | PS社会党 →LREM复兴                                 |
| 2020年－         | 帕斯卡·德马尔特 | UDI民主人士和独立人士联盟                          |

## 人口
2017年，阿布维尔市镇人口数量为22,946，在法国排名第391位。其中男性10,592人，女性12,354人，75岁及以上人口占10.3%，外籍人口数量为5,827人，人口密度为869人/平方公里，当地居民被称为（男性）或（女性）。2018年，阿布维尔境内出生233人，死亡人口304人。
| 年份   | 1936   | 1946   | 1954   | 1962   | 1968   | 1975   | 1982   | 1990   | 1999   | 2006   | 2011   | 2016   | 2017   |
| ------ | ------ | ------ | ------ | ------ | ------ | ------ | ------ | ------ | ------ | ------ | ------ | ------ | ------ |
| 人口數 | 19,345 | 16,780 | 19,502 | 22,005 | 23,999 | 25,398 | 24,915 | 23,787 | 24,567 | 24,052 | 24,104 | 23,231 | 22,946 |

## 经济
阿布维尔是一个区域性的中心城市，当地共有各类用人单位3,302家，其中89.6%为中小型企业，平均历史为15年，行政、医疗及社会服务是当地的主要就业岗位类型。

## 财政收入
2018年，阿布维尔的财政收入总额为22,247,300欧元，财政支出总额为21,912,600欧元，当年的债务总额为15,369,700欧元。
2014年，阿布维尔的人均收入总额为2,443欧元，其中高职人员为4,263欧元，普通职员为1,739欧元。
2017年，阿布维尔境内的青壮年（15至64岁）失业率为24.8%，当地30.7%的家庭拥有纳税资格。

## 社会事务

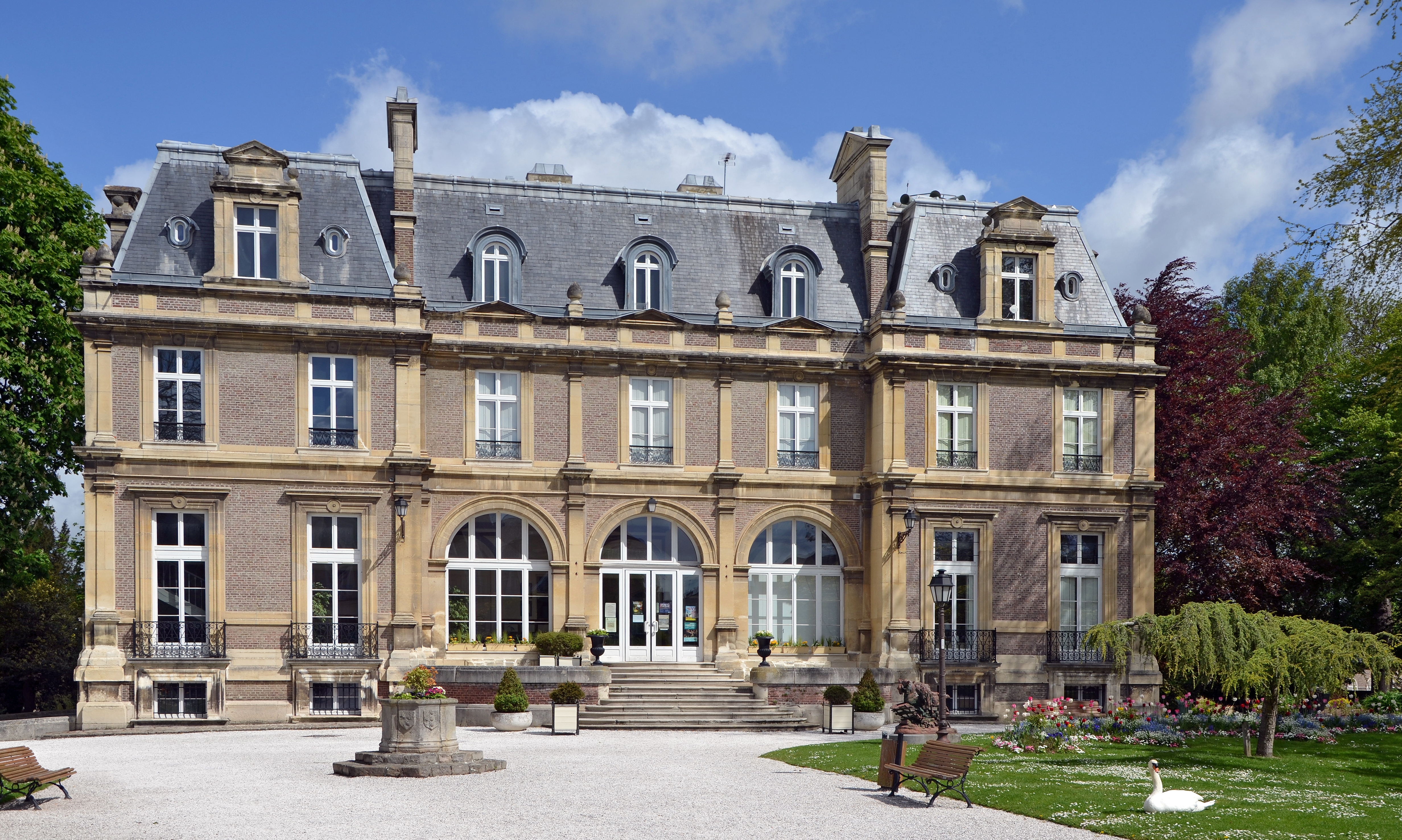
阿布维尔市政图书馆

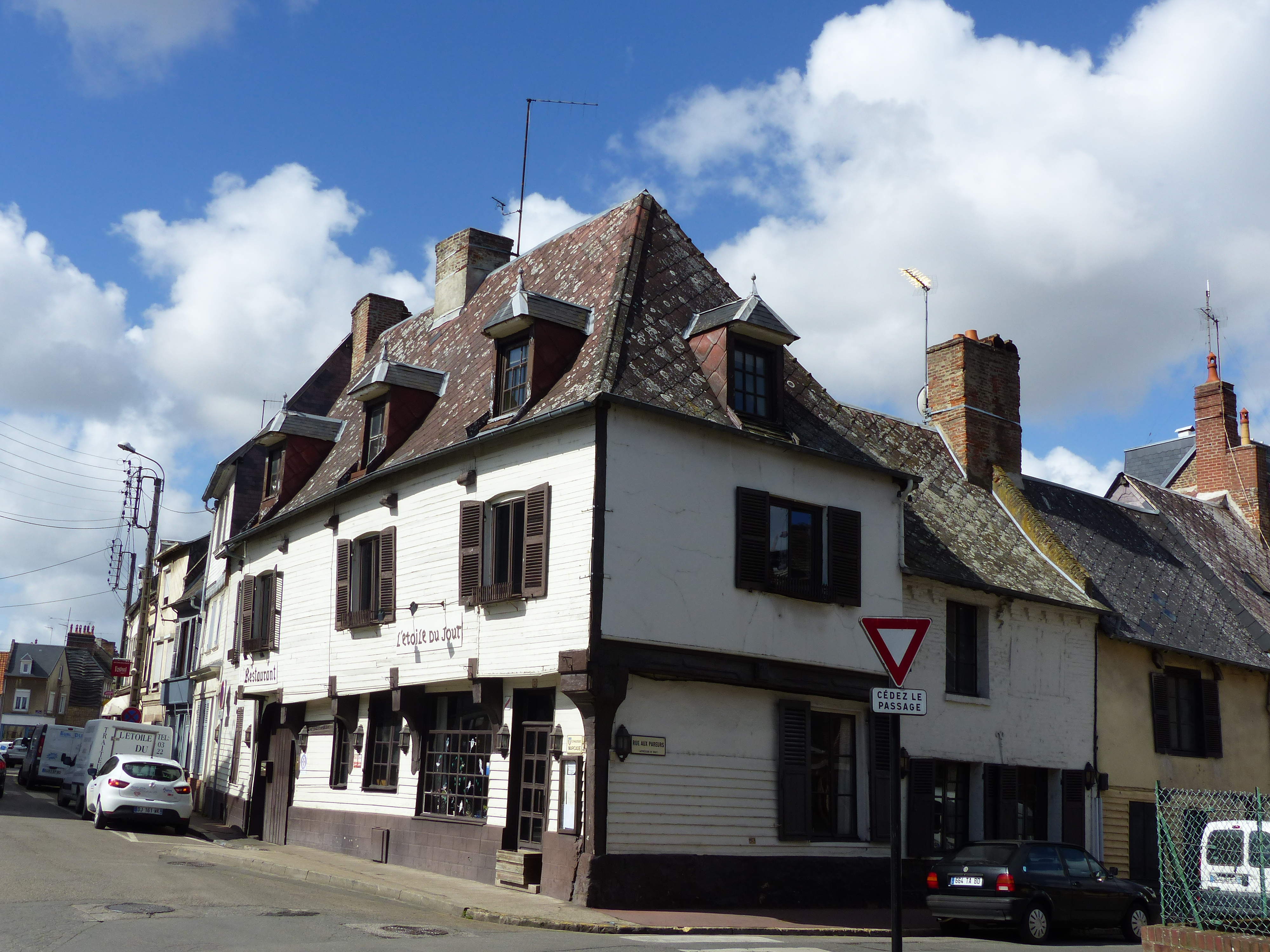
阿布维尔市区的民居

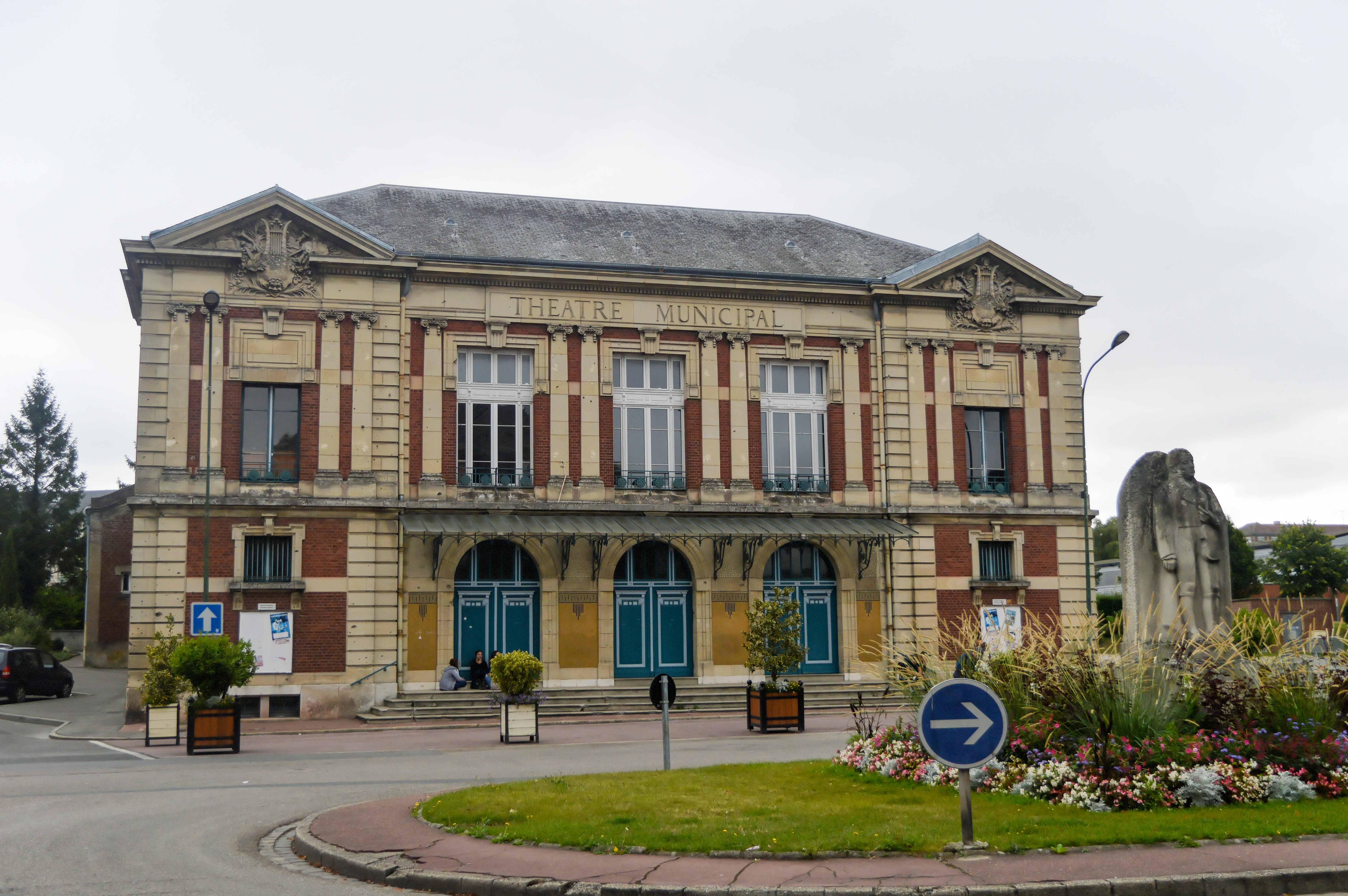
阿布维尔市政剧场

### 教育
阿布维尔属于亚眠学区。截止2019年1月1日，阿布维尔境内共有8所幼儿园、12所小学、3所初级中学、2所普通高中、1所农业高中和2所职业高中，其中布谢德佩尔特高级中学开设法国高级技师证书培训班。2018至2019学年度，阿布维尔境内共有在校中小学生3,669名。

### 医疗
截止2019年1月1日，阿布维尔境内共有全科医生34名、保健师28名、牙医20名、护士28名、耳科医生3名、眼科医生1名、皮肤科医生3名、助产士2名、儿科医生2名和妇科医生4名。境内共有药房12家、养老院4家、残疾人帮扶中心6家。
阿布维尔中心医院（Centre Hospitalier d'Abbeville）是法国的一个区域性医疗机构，位于阿布维尔市区，设有床位408个，是当地规模最大的公立综合性医院。

### 住房
2017年，阿布维尔境内共有各类住房12,208套，其中89.3%为常住房屋。集中式居民区主要分布在市区东部。

### 商业
2018年，阿布维尔境内共有各类商铺1,288家，其中餐饮服务类626家。市区东南部建有大型开放式商业街区。

### 体育
2019年，阿布维尔境内共有2家游泳池、5间健身房、1座综合体育场、13处网球场、1处马术场、7处足球或橄榄球场以及5处篮球或排球场。
阿布维尔体育俱乐部是当地的一支足球队，成立于1901年，曾于20世纪80年代参加法国足球乙级联赛，2020至2021赛季参加上法兰西大区足球联赛，其主场保罗·德利克球场可同时容纳超过5千名观众，是当地规模最大的体育设施。

### 环境
阿布维尔的环境事务由其所属的公共社区负责。2018年，阿布维尔境内共有8家污染企业。

### 治安
2014年，阿布维尔及附近地区共发生各类案件1,651起，其中盗窃类案件860起，经济类案件133起，毒品交易类案件128起。

## 文化
2019年，阿布维尔境内共有2家电影院、1家博物馆和1家音乐厅。阿布维尔市政府开设两处多媒体中心，分别位于埃蒙维尔公园内和勒克莱尔超市，除节假日外全年向公众开放。

### 建筑
阿布维尔境内有多处法国国家文物保护单位，其中阿布维尔钟楼和其附属的布谢德佩尔特博物馆为当地的代表性建筑物，2005年作为”比利时和法国的钟楼“的组成部分被列入世界文化遗产名录。

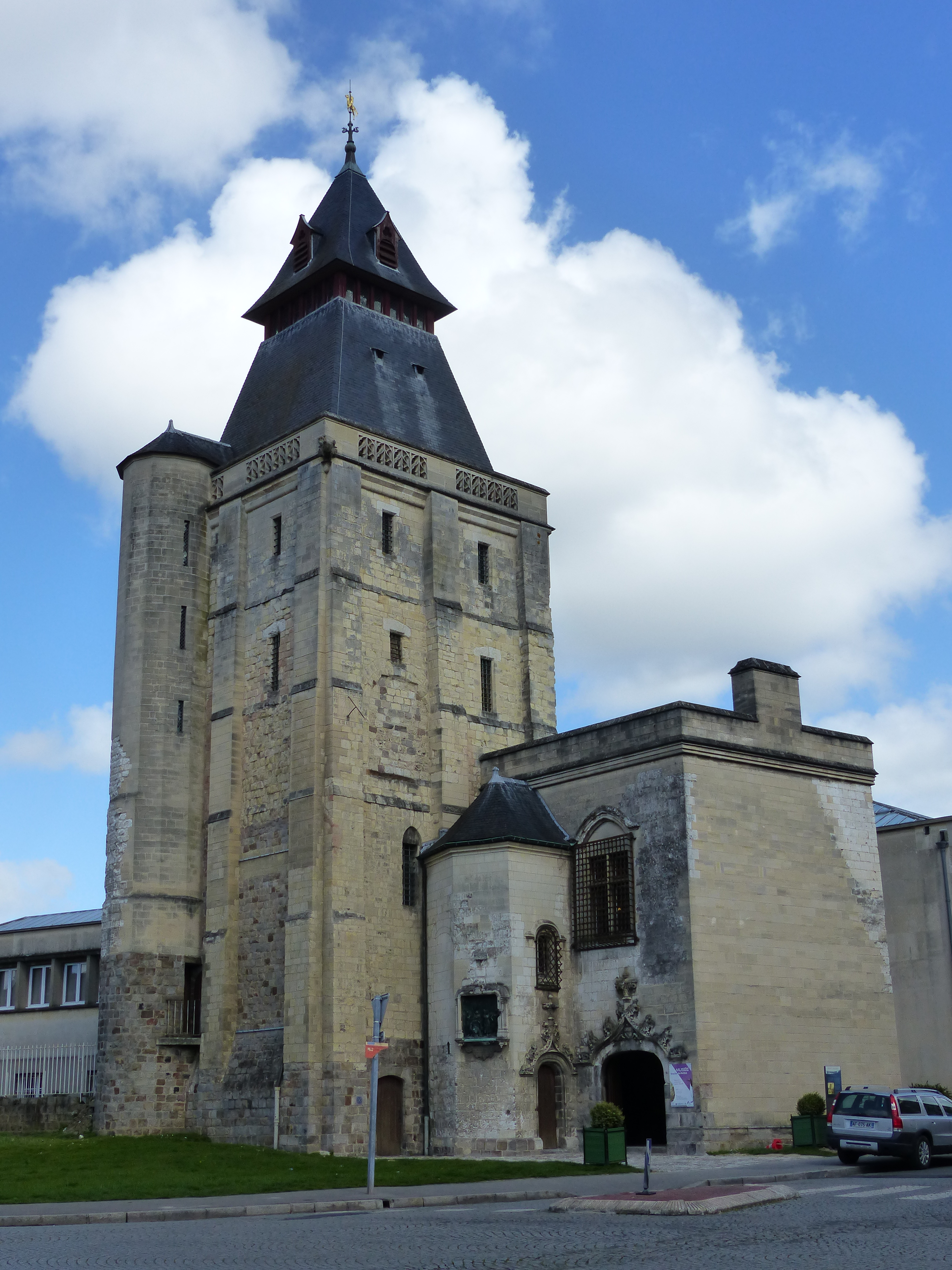
阿布维尔钟楼（法语：Beffroi d'Abbeville）
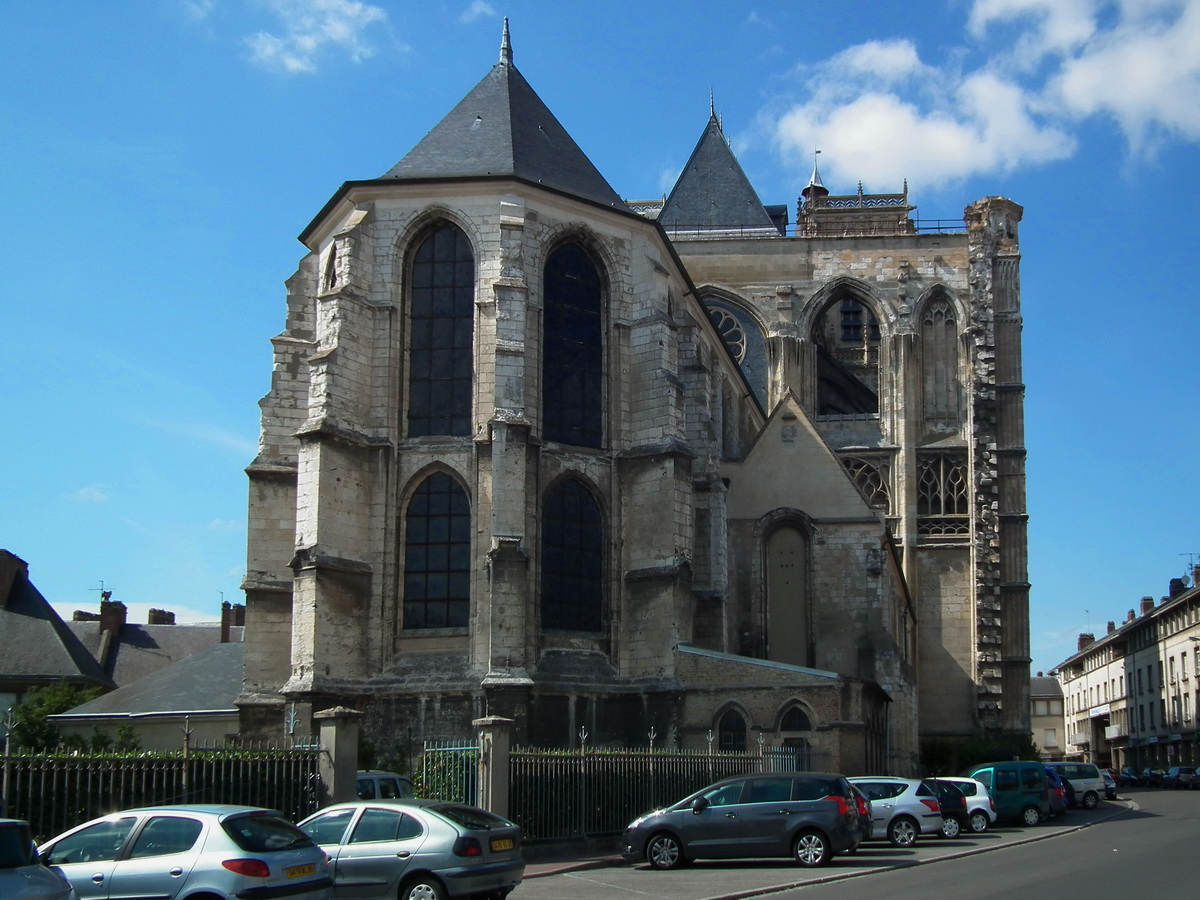
圣维尔弗朗教堂（法语：Église Saint-Vulfran d'Abbeville）
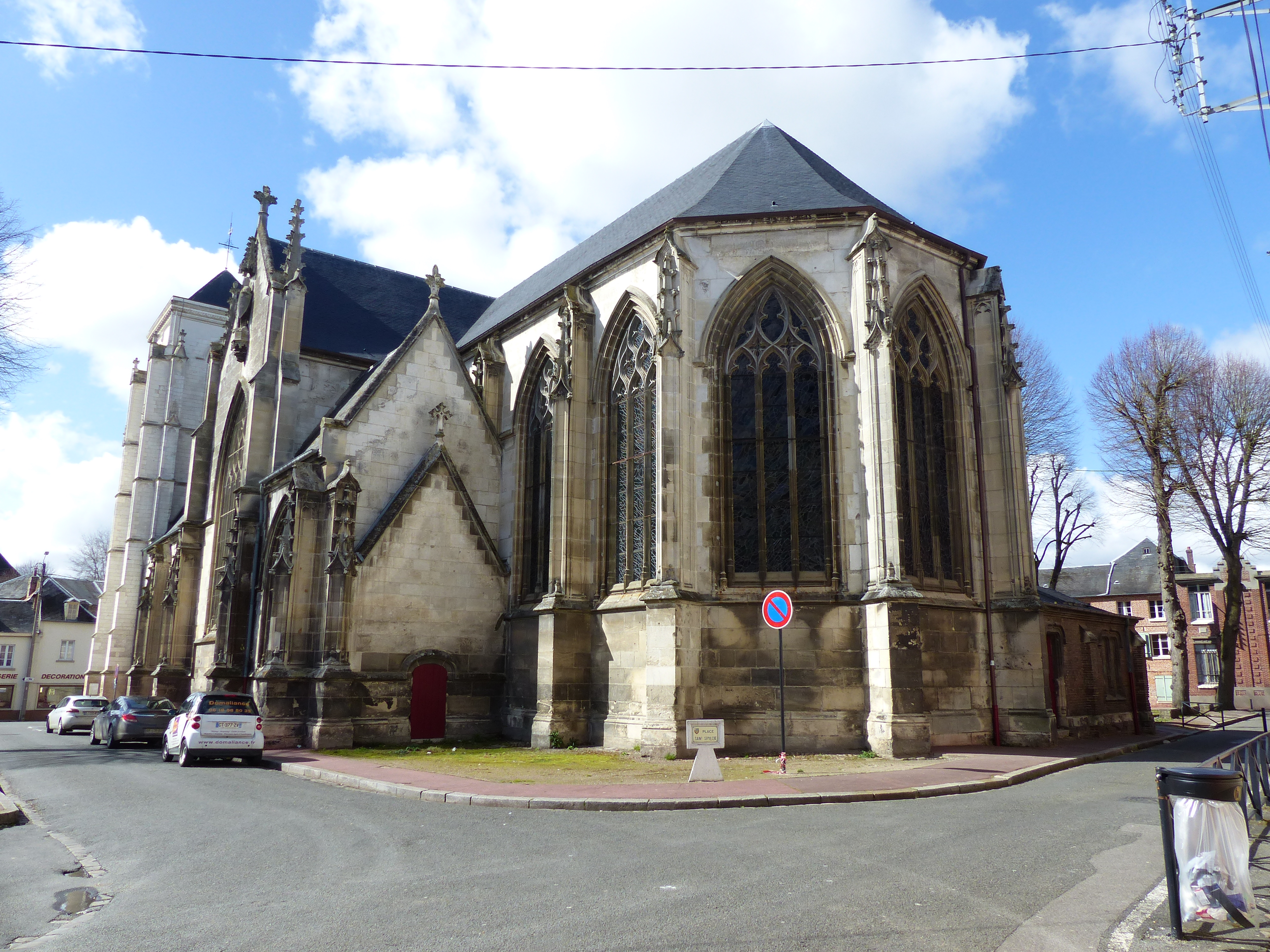
圣塞皮尔克教堂（法语：Église Saint-Sépulcre d'Abbeville）
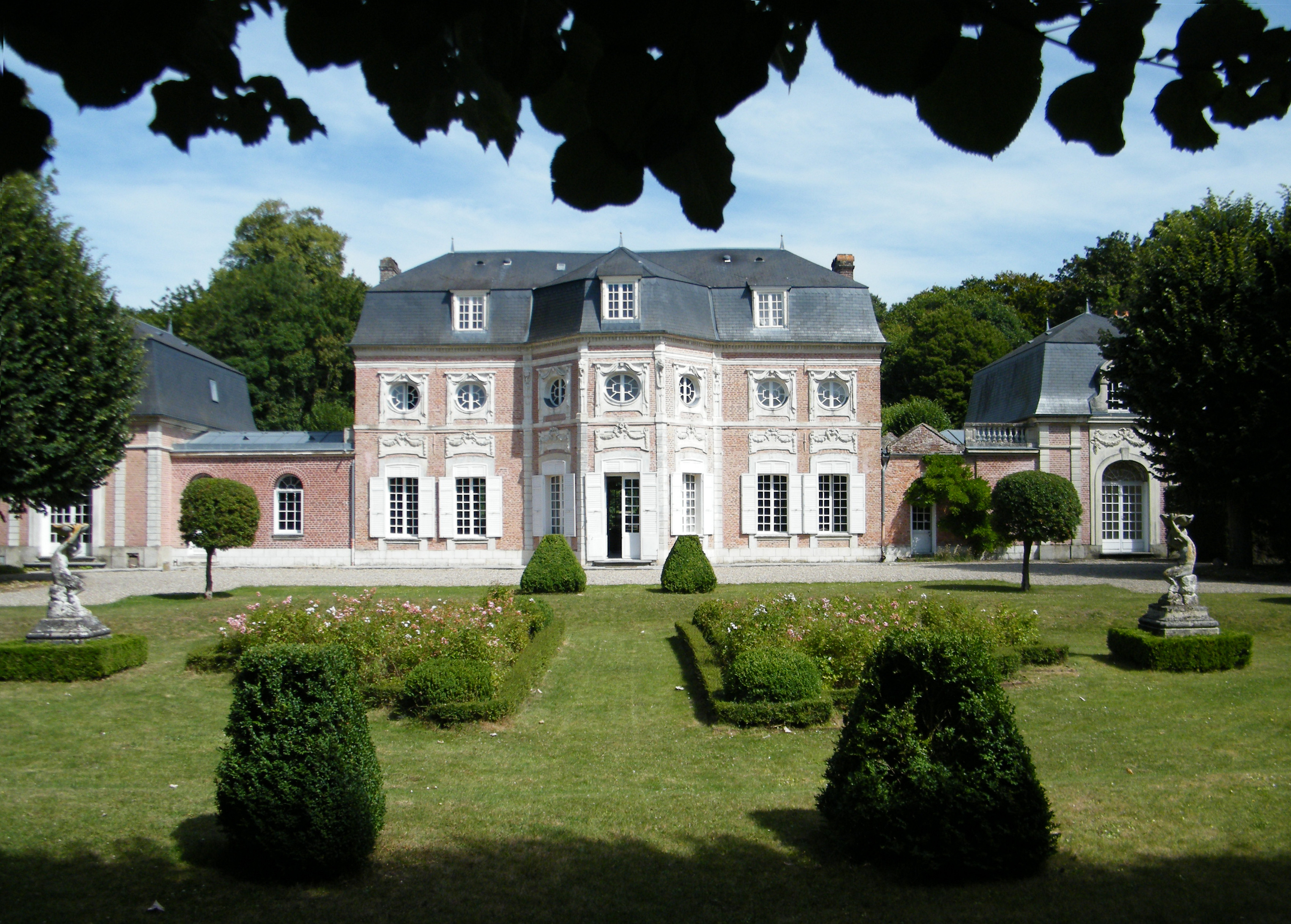
巴加泰勒城堡（法语：Château de Bagatelle (Somme)）
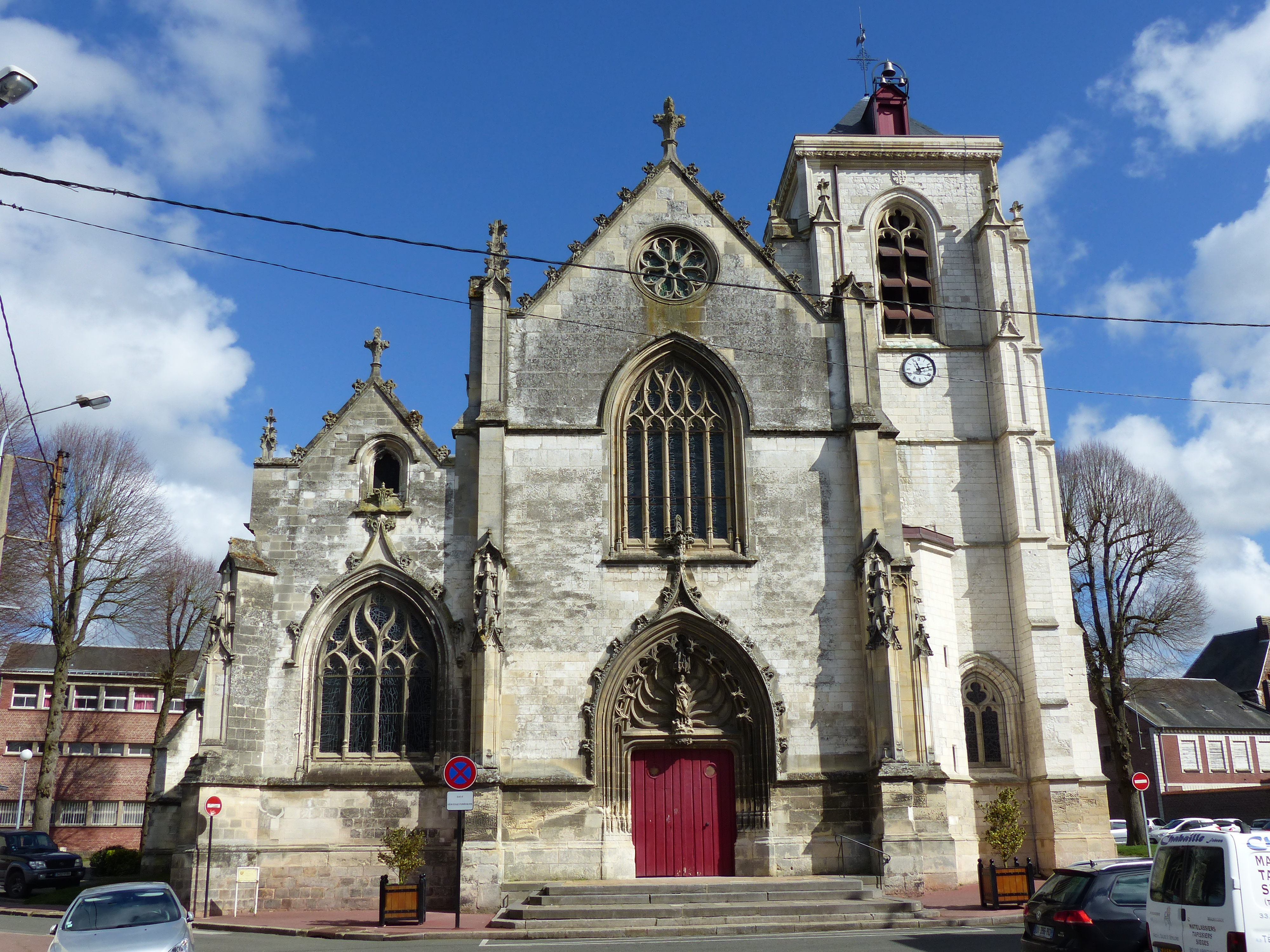
圣吉勒教堂（法语：Église Saint-Gilles d'Abbeville）

### 旅游
阿布维尔的旅游事务由其所属的公共社区负责。2020年，阿布维尔境内共有4家宾馆共计171间房间。

### 媒体
法国主要的媒体均可在阿布维尔接收，法国电视三台下属的上法兰西大区频道在部分时段播出阿布维尔所属区域的地方新闻。

## 相关人物
法国前临时总理马克斯·勒热纳曾于1947年至1989年间担任阿布维尔市长职务，当地市中心的广场以其命名。法籍科特迪瓦前足球运动员迪迪埃·德罗巴曾在阿布维尔度过其童年，并参加阿布维尔体育俱乐部青年队。

## 友好城市
截至2020年10月，阿布维尔共与两座城市互为友好城市关系。
- 希腊 阿尔戈斯[40]
- 英国 伯吉斯希爾[41]